# Owando
Owando ist eine Stadt im Zentrum der Republik Kongo. Die Hauptstadt des Cuvette-Departements liegt am Ufer des Flusses Kouyou. Bei der Volkszählung im Jahre 2023 hatte Owando etwa 48.642 Einwohner. Die Stadt verfügt über den internationalen Flughafen Owando, der etwa sechs Kilometer südöstlich entfernt liegt.
Die Stadt wurde 1903 als Fort Rousset gegründet und bekam erst 1977 mit Owando einen afrikanischen Namen. 1955 wurde in der Stadt der Sitz des römisch-katholische Bistums Owando, das 2023 zu einem Erzbistum erhoben wurde.